# Your Move
Your move is het dertiende muziekalbum van Amerikaanse band America. Inmiddels bestaat America dan nog maar uit twee personen: Dewey Bunnell en Gerry Beckley. Het album kwam als LP uit bij EMI Capitol.

## Musici
- Russ Ballard (RB) -  gitaar, basgitaar, toetsen, percussie en achtergrondzang;
- Raphael Ravenscroft – saxofoon
- Dewey Bunnell (DB), Gerry Beckley (GB) – gitaar en (achtergrond)zang
- Stephen Bishop – achtergrondzang.

Russ Ballard, bekend van Argent, is producer en componist van de meeste liedjes. 

## Composities
- My kinda woman (RB)
- She's a runaway (RB)
- Cast the spirit (RB)
- Love's worn out again (GB - Bill Mumy)
- The border (RB - DB)
- Your move (Terry Shaddick - Steve Kipner)
- Honey (RB)
- My dear (DB)
- Tonight is for dreamers (RB)
- Don't let me be lonely (RB)
- Someday woman (GB - Bill Mumy - Robert Haimer)
- The last unicorn (Jimmy Webb)
- Man's road (Jimmy Webb)
- In the sea (Jimmy Webb)

De laatste drie tracks zijn afkomstig van de soundtrack van de film The Last Unicorn (1983) en zijn op de cd extra bijgeperst als bonus.